# Sheryl Crow
Sheryl Suzanne Crow (Kennett, 11 februari 1962) is een Amerikaans singer-songwriter en gitariste. In haar vroege werk bespeelde ze bij voorkeur de slidegitaar. Na een uitstapje in 2002 naar de popmuziek keerde ze terug naar de blues- en rockmuziek.
Tot haar bekendste songs behoren All I Wanna Do, A Change Would Do You Good, If It Makes You Happy, Everyday Is a Winding Road, My Favorite Mistake en Soak Up the Sun.

## Carrière
Na een korte loopbaan als lerares begon Crow haar muzikale carrière als achtergrondzangeres van Michael Jackson tijdens zijn tournee Bad in 1988. Gezien haar muzikale talenten kwam ze al snel met andere artiesten in contact en nam een eerste popalbum op. Door twijfels bij de platenmaatschappij en bij haarzelf werd dit album nooit uitgebracht. Een illusie armer bleef zij wel actief als componist en zangeres. In oktober 1992 was ze een van de achtergrondzangeressen bij
The 30th Anniversary Concert Celebration voor Bob Dylan in Madison Square Garden in New York.
Zij sloot zich aan bij een 'jam'-band die op dinsdagavonden speelde in Los Angeles. Deze jamsessies resulteerden in haar eerste album Tuesday Night Music Club met de wereldhit All I Wanna Do. Ze kreeg in 1994 een Grammy voor "Record of the Year" en "Best New Artist". Ook haar tweede en derde albums Sheryl Crow en The Globe Sessions leverden haar lovende kritieken en enkele prijzen op. In 1999 verscheen het livealbum Live from Central Park, waarop ze speelt en zingt met Eric Clapton, Keith Richards en Stevie Nicks.
In 1997 was Crow medeauteur en zangeres van het lied Tomorrow Never Dies, de titelsong van de gelijknamige James Bond-film.
Na drie succesvolle albums kampte zij in 2000 en 2001 met een writer's block. Uiteindelijk, met hulp van Lenny Kravitz en Stevie Nicks, verscheen in 2002 het 'poppy' album C'mon C'mon. Na het verschijnen van een succesvol album met muzikale hoogtepunten in 2003, keerde Sheryl Crow in 2005 terug naar haar wortels als singer-songwriter met het grotendeels akoestische album Wildflower. Op dit album staat ook Always on Your Side, dat in de Verenigde Staten de hitparade haalde als duet met Sting.
In 2006 was Crow de zangeres van het lied Real Gone, de titelsong van de Disney-Pixar animatiefilm Cars.
Nog steeds heeft Sheryl Crow veel aanzien bij andere artiesten. Lenny Kravitz zei ooit over haar: "Je hoeft maar een instrument in haar handen te duwen en ze weet het te bespelen." Zij was ook co-producer van een album van de Amerikaanse band Dixie Chicks.
Crows album Detours verscheen in februari 2008. Het is het meest politieke album dat ze uitbracht. Zo refereert ze in haar songs aan de orkaan Katrina en de Irakoorlog. Ze snijdt ook persoonlijker onderwerpen aan: zo gaat Make It Go Away over de behandeling van haar borstkanker, en Lullabye for Wyatt over haar geadopteerde zoon. De eerste singles Shine over Babylon en Love Is Free werden bescheiden hits in de Verenigde Staten. De tournee ter promotie van het album bracht Sheryl Crow voor het eerst sinds lange tijd naar Nederland: op 29 juni 2008 was ze de afsluitende hoofdact op Parkpop in Den Haag.
In 2010 verscheen het album 100 Miles from Memphis, waarin ze een uitstap maakt naar de soulmuziek. De geplande Europese concerten ter promotie van dit album werden wegens tegenvallende verkoop geannuleerd. Het (country)album Feels like Home (2013) en haar tiende studioalbum Be Myself (2017) behaalden internationaal slechts bescheiden succes. In 2019 verscheen Threads, een compleet duetten-album. Hierop werkte Crow samen met namens als Stevie Nicks, Bonnie Raitt, Chris Stapleton, Eric Clapton, Neil Young, Willie Nelson, Jonny Cash, Emmylou Harris en Sting. Bij het verschijnen van het album gaf Crow aan in de toekomst geen albums meer uit te willen brengen. Ze vond namelijk dat - in een tijd waarin veel muziek gestreamd wordt - mensen weinig aandacht hebben voor een volledig album. Haar mening veranderde toen ze thuis in Nashville liedjes schreef, waarbij ze onder meer geïnspireerd raakte door de opvoeding van haar twee zonen. De demo's die ze maakte bleken goed genoeg voor een nieuw album genaamd Evolution dat in 2024 verscheen. In datzelfde jaar trad Crow sinds lange tijd op in een uitverkocht Paradiso in Amsterdam.

## Persoonlijk
- Crow heeft relaties gehad met onder meer de gitarist Eric Clapton en de Amerikaanse wielrenner Lance Armstrong.
- Crow heeft twee zoons die ze in 2007 en 2010 heeft geadopteerd.

## Discografie

### Albums
| Album met eventuele hitnotering(en) in de Nederlandse Album Top 100 | Datum van verschijnen | Datum van binnenkomst | Hoogste positie | Aantal weken | Opmerkingen   |
| ------------------------------------------------------------------- | --------------------- | --------------------- | --------------- | ------------ | ------------- |
| Tuesday Night Music Club                                            | 1993                  | 10-12-1994            | 21              | 43           |               |
| Sheryl Crow                                                         | 1996                  | 12-10-1996            | 30              | 23           |               |
| The Globe Sessions                                                  | 1998                  | 03-10-1998            | 27              | 11           |               |
| Live from Central Park                                              | 1999                  | -                     |                 |              | Livealbum     |
| C'mon C'mon                                                         | 2002                  | 20-04-2002            | 50              | 6            |               |
| The Very Best of Sheryl Crow                                        | 2003                  | 01-11-2003            | 72              | 4            | Verzamelalbum |
| Wildflower                                                          | 2005                  | 01-10-2005            | 54              | 3            |               |
| Hits & Rarities                                                     | 2007                  | -                     |                 |              |               |
| Detours                                                             | 2008                  | 09-02-2008            | 36              | 6            |               |
| 100 Miles from Memphis                                              | 2010                  | 24-07-2010            | 44              | 4            |               |
| Feels like Home                                                     | 2013                  | 21-09-2013            | 92              | 1            |               |

| Album met hitnotering(en) in de Vlaamse Ultratop 200 albums | Datum van verschijnen | Datum van binnenkomst | Hoogste positie | Aantal weken | Opmerkingen   |
| ----------------------------------------------------------- | --------------------- | --------------------- | --------------- | ------------ | ------------- |
| Tuesday Night Music Club                                    | 1993                  | 01-04-1995            | 17              | 25           |               |
| Sheryl Crow                                                 | 1996                  | 12-10-1996            | 10              | 15           |               |
| The Globe Sessions                                          | 1998                  | 03-10-1998            | 10              | 8            |               |
| C'mon C'mon                                                 | 2002                  | 20-04-2002            | 25              | 5            |               |
| The Very Best of Sheryl Crow                                | 2003                  | 01-11-2003            | 20              | 5            | Verzamelalbum |
| Wildflower                                                  | 2005                  | 08-10-2005            | 58              | 4            |               |
| Detours                                                     | 2008                  | 23-02-2008            | 79              | 3            |               |
| 100 Miles from Memphis                                      | 2010                  | 31-07-2010            | 56              | 3            |               |
| Feels like Home                                             | 2013                  | 21-09-2013            | 101             | 4            |               |
| Be Myself                                                   | 2017                  | 29-04-2017            | 104             | 4            |               |

### Singles
| Single met eventuele hitnotering(en) in de Nederlandse Top 40 | Datum van verschijnen | Datum van binnenkomst | Hoogste positie | Aantal weken | Opmerkingen                                                 |
| ------------------------------------------------------------- | --------------------- | --------------------- | --------------- | ------------ | ----------------------------------------------------------- |
| Run Baby Run                                                  | 1993                  | 16-04-1994            | tip4            | -            | Nr. 45 in de Single Top 100                                 |
| All I Wanna Do                                                | 1994                  | 05-11-1994            | 15              | 9            | Nr. 10 in de Single Top 100                                 |
| Strong Enough                                                 | 1995                  | 25-03-1995            | tip19           | -            |                                                             |
| If It Makes You Happy                                         | 1996                  | 05-10-1996            | tip19           | -            |                                                             |
| Everyday Is a Winding Road                                    | 1996                  | -                     |                 |              | Nr. 79 in de Single Top 100                                 |
| Tomorrow Never Dies                                           | 1997                  | 22-11-1997            | tip13           | -            | Titelsong Tomorrow never dies / Nr. 43 in de Single Top 100 |
| My Favorite Mistake                                           | 1998                  | 19-09-1998            | tip22           | -            | Nr. 79 in de Single Top 100                                 |
| There Goes the Neighborhood                                   | 1998                  | -                     |                 |              | Nr. 99 in de Single Top 100                                 |
| Sweet Child o' Mine                                           | 1999                  | -                     |                 |              | cover van Guns N' Roses / Nr. 95 in de Single Top 100       |
| Soak Up the Sun                                               | 2002                  | 06-04-2002            | tip9            | -            | Nr. 76 in de Single Top 100                                 |
| Steve McQueen                                                 | 2002                  | -                     |                 |              | Nr. 86 in de Single Top 100                                 |
| The First Cut Is the Deepest                                  | 2003                  | -                     |                 |              | Nr. 79 in de Single Top 100                                 |
| Good Is Good                                                  | 2005                  | -                     |                 |              | Nr. 98 in de Single Top 100                                 |

| Single met hitnotering(en) in de Vlaamse Ultratop 50 | Datum van verschijnen | Datum van binnenkomst | Hoogste positie | Aantal weken | Opmerkingen                   |
| ---------------------------------------------------- | --------------------- | --------------------- | --------------- | ------------ | ----------------------------- |
| All I Wanna Do                                       | 1994                  | 10-12-1994            | 10              | 12           |                               |
| If It Makes You Happy                                | 1996                  | 05-10-1996            | tip5            | -            |                               |
| Tomorrow Never Dies                                  | 1997                  | 06-12-1997            | 36              | 9            | Titelsong Tomorrow never dies |
| Sweet Child O' Mine                                  | 1999                  | 25-09-1999            | tip9            | -            | cover van Guns N' Roses       |
| Love Is Free                                         | 2008                  | 01-03-2008            | 50              | 1            |                               |
| Easy                                                 | 2013                  | 21-09-2013            | tip55           | -            |                               |
| Halfway There                                        | 2017                  | 01-04-2017            | tip             | -            |                               |

### NPO Radio 2 Top 2000
| Nummer met noteringen in de NPO Radio 2 Top 2000 | '99  | '00  | '01  | '02  | '03  |
| ------------------------------------------------ | ---- | ---- | ---- | ---- | ---- |
| All I Wanna Do                                   | 1475 | 1480 | 1486 | 1677 | 1739 |

1. ↑  Een vetgedrukt getal geeft de hoogste notering aan.
2. ↑  Deze tabel is bijgewerkt tot en met de laatste editie (2024).

## Trivia
- De Belgische rockgroep De Mens bezong haar in Sheryl Crow I need you so uit 1996.